# SAKURAグッバイ
「SAKURAグッバイ」（サクラグッバイ）は、SCANDALの2枚目のシングル。2009年3月4日にエピックレコードジャパンから発売された。

## 概要
SCANDAL結成当初より存在した楽曲であり、当時は正式なタイトルも存在していなかった。初回盤には特典DVDが付属した。

## 収録曲
全作曲：MASTERWORKS、全編曲：久保田光太郎
1. SAKURAグッバイ
作詞：TOMOMI、MASTERWORKS
  - フジテレビ『めちゃ×2イケてるッ!』エンディングテーマ
2. TOKYO
作詞：SCANDAL、MASTERWORKS
3. SAKURAグッバイ (Instrumental)

DVD（初回生産限定盤のみ）
1. SCANDAL OVER USA
  - 2008年3月に行われたアメリカツアーのダイジェスト映像